# Herbert Kerrigan
Herbert William "Bert" Kerrigan (Portland, Oregon, 24 de gener de 1879 - Menlo Park, Califòrnia, 10 de setembre de 1959) va ser un atleta estatunidenc que va competir a començaments del segle xx.
El 1905 guanyà el campionat de l'AAU de salt d'alçada amb un millor salt de 1m 86cm. El 1906 va prendre part en els Jocs Intercalats d'Atenes, on va disputar tres proves del programa d'atletisme. Va guanyar la medalla de bonze en la competició del salt d'alçada, amb un millor salt de 1m 72cm. En el salt de perxa i salt de llargada aturat fou desè.